# Свистунов, Александр Викторович (архитектор)
Александр Викторович Свистунов (род. 25 августа 1976, Киев) — украинский архитектор, главный архитектор Киева с 9 сентября 2016 года.

## Биография
Свистунов Александр Викторович родился 25 июля 1976 года в Киеве.
В 1999 году окончил Киевский национальный университет строительства и архитектуры, учился на факультете «Архитектура зданий и сооружений». Ещё до окончания института начал работать в мастерской главного архитектора Киева Сергея Бабушкина, где проработал 15 лет с 1997 по 2012 год.
С 2012 года Александр Свистунов был главным архитектором проектов ООО «Архитектурный союз». С ноября по декабрь 2015 года помогал народному депутату от партии Порошенко Константину Ищейкину и уже в декабре 2015 года был назначен заместителем директора Департамента градостроительства и архитектуры КГГА.
С июня 2016 года был назначен исполняющим обязанности главного архитектора столицы, а затем с 9 сентября 2016 года и главным архитектором. В городской администрации Александр Свистунов — ставленник экс-регионала Вадима Столара.
По декларации за 2014 год, Свистунов имеет квартиру площадью 131 м², гаражный бокс и автомобиль Toyota RAV4.
31 октября 2016 года мэр Киева, председатель Киевской городской государственной администрации Виталий Кличко назначил Александра Свистунова директором департамента градостроительства и архитектуры КГГА и главным архитектором города (распоряжение Киевгорадминистрации № 1023 от 31 октября 2016 года).
Начало работы на посту главного архитектора Киева было сопряжено с общественным резонансом по поводу сноса 9 октября 2016 года «Дома с ромашками» по ул. Златоустовской, 35, памятника архитектуры (незаконно лишенного статуса).

## Проекты[источникне указан 150 дней]
- Торгово-офисный центр по ул. Ивана Миколайчука;[уточнить]
- Административное здание с торговыми помещениями по Вознесенскому спуску, 28;
- Дом на улице Круглоуниверситетской, 5;
- (не реализован благодаря активному противостоянию жителей Киева) ТРЦ возле станции метро «Осокорки»;
- ТРЦ «Silver Breeze» по ул. Павла Тычины;
- Гостиница «Intercontinental Kyiv».